# Olympische Sommerspiele 1960/Teilnehmer (Dänemark)
| Gelbes Symbol für Goldmedaillen mit stilisierten Olympischen Ringen | Graues Symbol für Silbermedaillen mit stilisierten Olympischen Ringen | Braundes Symbol für Bronzemedaillen mit stilisierten Olympischen Ringen |
| ------------------------------------------------------------------- | --------------------------------------------------------------------- | ----------------------------------------------------------------------- |
| 2                                                                   | 3                                                                     | 1                                                                       |

Dänemark nahm an den Olympischen Sommerspielen 1960 in Rom mit einer Delegation von 100 Athleten (88 Männer und 12 Frauen) an 46 Wettkämpfen in 15 Sportarten teil.
Die dänischen Sportler gewannen zwei Gold- und drei Silbermedaillen sowie eine Bronzemedaille. Damit belegte Dänemark im Medaillenspiegel den 13. Platz. Olympiasieger wurden der Segler Paul Elvstrøm im Finn-Dinghy und der Kanute Erik Hansen im Einer-Kajak über 1000 Meter. Fahnenträger bei der Eröffnungsfeier war der Moderne Fünfkämpfer Benny Schmidt.

## Teilnehmer nach Sportarten

### Boxen
- Villy Bækgaard Andersen
Fliegengewicht: in der 1. Runde ausgeschieden

- Børge Krogh
Federgewicht: in der 1. Runde ausgeschieden

- Benny Nielsen
Weltergewicht: in der 1. Runde ausgeschieden

- Leif Hansen
Halbmittelgewicht: in der 1. Runde ausgeschieden

- Achton Mikkelsen
Mittelgewicht: in der 1. Runde ausgeschieden

### Fechten
Männer
- Palle Frey
Säbel: in der 1. Runde ausgeschieden

### Fußball
- Silber 
Poul Andersen
John Danielsen
Henning Enoksen
Henry From
Bent Hansen
Poul Jensen
Hans Christian Nielsen
Flemming Nielsen
Harald Nielsen
Poul Pedersen
Jørn Sørensen
Tommy Troelsen

### Hockey
- 16. Platz
Erling Nielsen
Bent Kilde
Carsten Bruun
Erik Frandsen
Hans Glendrup
Villy Moll Nielsen
Jesper Guldbrandsen
Poul Moll Nielsen
Flemming Kristiansen
Torben Alstrup Jensen
Vagn Peitersen
Willy Kristoffersen

### Kanu
Männer
- Erik Hansen
Einer-Kajak 1000 m: Gold 
4-mal-500-Meter-Kajak-Staffel: Bronze

- Kai Schmidt
Zweier-Kajak 1000 m: 5. Platz

- Vagn Schmidt
Zweier-Kajak 1000 m: 5. Platz

- Helmuth Nyborg Sørensen
4-mal-500-Meter-Kajak-Staffel: Bronze

- Arne Høyer
4-mal-500-Meter-Kajak-Staffel: Bronze

- Erling Jessen
4-mal-500-Meter-Kajak-Staffel: Bronze

- Erik Christensen
Einer-Canadier 1000 m: 9. Platz

Frauen
- Anni Werner-Hansen
Einer-Kajak 500 m: 4. Platz
Zweier-Kajak 500 m: 5. Platz

- Birgit Jensen
Zweier-Kajak 500 m: 5. Platz

### Leichtathletik
Männer
- Thyge Thøgersen
Marathon: 6. Platz

- Johannes Lauridsen
Marathon: 41. Platz

- Tommy Kristensen
20 km Gehen: 15. Platz

- Leo Rosschou
20 km Gehen: 25. Platz

- Bjørn Andersen
Stabhochsprung: 23. Platz

Frauen
- Vivi Markussen
100 m: im Viertelfinale ausgeschieden

- Mette Oxvang
Hochsprung: 18. Platz

- Karen Inge Halkier
Diskuswurf: 17. Platz

- Lise Kock
Speerwurf: 18. Platz

### Moderner Fünfkampf
- Benny Schmidt
Einzel: 47. Platz

### Radsport
- Knud Enemark Jensen
Mannschaftszeitfahren: Rennen nicht beendet

- Vagn Aage Bangsborg
Mannschaftszeitfahren: Rennen nicht beendet

- Niels Baunsøe
Mannschaftszeitfahren: Rennen nicht beendet

- Jørgen Jørgensen
Mannschaftszeitfahren: Rennen nicht beendet

- John Lundgren
Bahn 4000 m Mannschaftsverfolgung: 5. Platz

- Leif Larsen
Bahn 4000 m Mannschaftsverfolgung: 5. Platz

- Jens Sørensen
Bahn 4000 m Mannschaftsverfolgung: 5. Platz

- Kurt vid Stein
Bahn 4000 m Mannschaftsverfolgung: 5. Platz

### Reiten
- Ib Bjørke
Vielseitigkeit: 28. Platz
Vielseitigkeit Mannschaft: ausgeschieden

- Arne Preben Jensen
Vielseitigkeit: 32. Platz
Vielseitigkeit Mannschaft: ausgeschieden

- Peter Zobel
Vielseitigkeit: ausgeschieden
Vielseitigkeit Mannschaft: ausgeschieden

- Poul Erik Bæk
Vielseitigkeit: ausgeschieden
Vielseitigkeit Mannschaft: ausgeschieden

### Ringen
- Jørgen Jensen
Fliegengewicht, griechisch-römisch: in der 2. Runde ausgeschieden

- Rudolf Pedersen
Federgewicht, griechisch-römisch: in der 3. Runde ausgeschieden

- Erik Thomsen
Leichtgewicht, griechisch-römisch: in der 3. Runde ausgeschieden

- Bjarne Ansbøl
Weltergewicht, griechisch-römisch: in der 4. Runde ausgeschieden

### Rudern
- Jannik Madum Andersen
Doppel-Zweier: im Halbfinale ausgeschieden

- Poul Mortensen
Doppel-Zweier: im Halbfinale ausgeschieden

- Tage Grøndahl
Zweier ohne Steuermann: im Halbfinale ausgeschieden

- Elo Tostenæs
Zweier ohne Steuermann: im Halbfinale ausgeschieden

- Jens Berendt Jensen
Zweier mit Steuermann: 4. Platz

- Knud Nielsen
Zweier mit Steuermann: 4. Platz

- Sven Lysholt Hansen
Zweier mit Steuermann: 4. Platz

- Hugo Christiansen
Vierer ohne Steuermann: im Halbfinale ausgeschieden

- Mogens Jensen
Vierer ohne Steuermann: im Halbfinale ausgeschieden

- Børge Kaas Andersen
Vierer ohne Steuermann: im Halbfinale ausgeschieden

- Ole Kassow
Vierer ohne Steuermann: im Halbfinale ausgeschieden

- Poul Justesen
Vierer mit Steuermann: im Viertelfinale ausgeschieden

- Mogens Pedersen
Vierer mit Steuermann: im Viertelfinale ausgeschieden

- Svend Helge Hansen
Vierer mit Steuermann: im Viertelfinale ausgeschieden

- Erik Rask
Vierer mit Steuermann: im Viertelfinale ausgeschieden

- Ejgo Vejby Nielsen
Vierer mit Steuermann: im Viertelfinale ausgeschieden

### Schießen
- Per Nielsen
Schnellfeuerpistole 25 m: 51. Platz

- Uffe Schultz Larsen
Freies Gewehr Dreistellungskampf 300 m: 21. Platz
Kleinkalibergewehr Dreistellungskampf 50 m: 53. Platz

- Egon Stephansen
Freies Gewehr Dreistellungskampf 300 m: 29. Platz
Kleinkalibergewehr liegend 50 m: 16. Platz

- Niels Svend Ove Petersen
Kleinkalibergewehr Dreistellungskampf 50 m: 23. Platz
Kleinkalibergewehr liegend 50 m: 23. Platz

### Schwimmen
Frauen
- Ethel Ward Petersen
100 m Rücken: im Vorlauf ausgeschieden

- Kirsten Michaelsen
100 m Rücken: im Vorlauf ausgeschieden

- Dorrit Kristensen
200 m Brust: 8. Platz

- Inge Andersen
200 m Brust: im Vorlauf ausgeschieden

### Segeln
- Paul Elvstrøm
Finn-Dinghy: Gold

- Hans Fogh
Flying Dutchman: Silber

- Ole Gunnar Petersen
Flying Dutchman: Silber

- Aage Birch
Drachen: 6. Platz

- Paul Lindemark Jørgensen
Drachen: 6. Platz

- Niels Markussen
Drachen: 6. Platz

- William Berntsen
5,5-Meter-Klasse: Silber

- Steen Christensen
5,5-Meter-Klasse: Silber

- Søren Hancke
5,5-Meter-Klasse: Silber

### Wasserspringen
Frauen
- Hanna Laursen
10 m Turmspringen: 14. Platz

- Bende Velin
10 m Turmspringen: 16. Platz